# Advi Hulagabal
Advi Hulagabal là một làng thuộc tehsil Muddebihal, huyện Bijapur, bang Karnataka, Ấn Độ.